# Mistrovství Československa jednotlivců na klasické ploché dráze 1974
Mistrovství Československa jednotlivců na klasické ploché dráze 1974 bylo tvořeno 6 závody.

## Závody
Z1 = Slaný - 27. 7. 1974
Z2 = Liberec - 28. 7. 1974
Z3 = Pardubice - 3. 8. 1974
Z4 = Čakovice - 4. 8. 1974
Z5 = Kopřivnice - 10. 8. 1974
Z6 = Březolupy - 11. 8. 1974

## Celkové výsledky
| Pořadí | Jméno             | Klub              | Body | Body celkem |
| ------ | ----------------- | ----------------- | ---- | ----------- |
| 1.     | Jiří Štancl       | Rudá hvězda Praha |      | 94          |
| 2.     | Milan Špinka      | Rudá hvězda Praha |      | 93          |
| 3.     | Petr Ondrašík     | Rudá hvězda Praha |      | 73          |
| 4.     | Václav Verner     | Rudá hvězda Praha |      | 65          |
| 5.     | Jan Klokočka      | Slaný             |      | 61          |
| 6.     | Jan Verner        | Rudá hvězda Praha |      | 60          |
| 7.     | Jan Holub         | Plzeň             |      | 55          |
| 8.     | Jan Hádek         | Plzeň             |      | 55          |
| 9.     | Václav Hejl       | Plzeň             |      | 49          |
| 10.    | Miroslav Rosůlek  | Slaný             |      | 47          |
| 11.    | Miloslav Verner   |                   |      | 38          |
| 12.    | Karel Voborník    | Slaný             |      | 35          |
| 13.    | Petr Kučera       | Pardubice         |      | 26,5        |
| 14.    | Jindřich Dominik  | Rudá hvězda Praha |      | 25          |
| 15.    | Zdeněk Majstr     | Slaný             |      | 19          |
| 16.    | Evžen Erban       | Pardubice         |      | 15          |
| 17.    | Emil Sova         | Rudá hvězda Praha |      | 14,5        |
| 18.    | Aleš Dryml        | Pardubice         |      | 6,5         |
| 19.    | Stanislav Kubíček | Slaný             |      | 3           |
| 20.    | Ladislav Eliáš    | Bratislava        |      |             |

Body
1. místo – 20 bodů
2. místo – 17 bodů
3. místo – 15 bodů
4. místo – 13 bodů
5. místo – 11 bodů
6. místo – 10 bodů
7. místo – 9 bodů
8. místo – 8 bodů
9. místo – 7 bodů
10. místo – 6 bodů
11. místo - 5 bodů
12. místo - 4 body
13. místo - 3 body
14. místo - 2 body
15. místo - 1 bod